# Othmane Bennay
Othmane Bennay (arab. عثمان بناي, ur. 4 czerwca 1990 w Fezie) – marokański piłkarz, grający jako ofensywny pomocnik w FC Sablé B.

## Klub

### Początki
Zaczynał karierę w Maghrebie Fez. Następnie przeniósł się do Wydadu z tego samego miasta, ale 1 lipca 2011 roku powrócił do swojego pierwszego klubu.

### Renaissance Berkane
1 lipca 2013 roku przeszedł do Renaissance Berkane. W tym zespole zadebiutował 22 sierpnia 2013 roku w meczu przeciwko Olympique Khouribga (1:1). Wszedł na boisko w 60. minucie, zastąpił Ouissama El Barakę. Pierwszą asystę zaliczył 28 grudnia 2013 roku w meczu przeciwko Maghreb Fez (zwycięstwo 1:4). Asystował przy bramce Moustaphy Kondé w 92. minucie. Łącznie zagrał 29 meczów i raz asystował. 

### Olympique Khouribga
27 lipca 2015 roku został zawodnikiem Olympique Khouribga. W tym klubie zadebiutował 2 października 2015 roku w meczu przeciwko Olympic Safi (wygrana 0:1). Grał 75 minut, został zmieniony przez Najiba El Mouataniego. Pierwszą asystę zaliczył 30 października 2015 roku w meczu przeciwko Ittihad Tanger (porażka 2:1). Asystował przy bramce Mamadou Sidibé w 80. minucie. Pierwszego gola strzelił 24 marca 2015 roku również w meczu przeciwko Ittihad Tanger (1:0). Do siatki trafił w 42. minucie. Łącznie zagrał 12 meczów, strzelił gola i miał asystę. Zdobył puchar Maroka.

### JS de Kasba Tadla
31 sierpnia 2016 roku przeszedł do JS de Kasba Tadla. W tym zespole zadebiutował 14 października 2016 roku w meczu przeciwko Olympic Safi (porażka 1:0). Grał cały mecz. Pierwszą bramkę strzelił 4 listopada 2016 roku w meczu przeciwko Olympique Khouribga (1:0). Do siatki trafił w 45. minucie. Pierwszą asystę zaliczył 1 stycznia 2017 roku w meczu przeciwko KAC Kénitra (porażka 3:2). Asystował przy bramce Drissa Idrissiego w 85. minucie. Łącznie zagrał 16 meczów, strzelił 3 gole i miał asystę.

### Dalsza kariera
1 lipca 2017 roku został zawodnikiem FC Versailles. 1 lipca 2018 roku przeszedł do Racing Club Fléchois. 29 sierpnia 2019 roku przeszedł do Chabab Rif Al Hoceima. 9 listopada 2020 roku powrócił do Wydadu Fez. 1 lipca 2022 roku został zawodnikiem La Suze-sur-Sarthe FC. Rok później przeszedł do FC Sablé B.